# Монтезегале
Монтезегале, Монтезеґале (італ. Montesegale) — муніципалітет в Італії, у регіоні Ломбардія,  провінція Павія.
Монтезегале розташоване на відстані близько 430 км на північний захід від Рима, 65 км на південь від Мілана, 32 км на південь від Павії.
Населення — 299 осіб (2014).

## Демографія
Населення за роками:

Станом на 1 січня 2023 року в муніципалітеті офіційно проживало 25 іноземців з 8 країн, серед них 11 громадян країн Євросоюзу та 6 громадян України.

## Сусідні муніципалітети
- Борго-Пріоло
- Фортунаго
- Годіаско
- Понте-Ніцца
- Рокка-Сузелла
- Валь-ді-Ніцца

## Міста-побратими
- Вальбель, Франція (1999)